# 加龍湖
加龍湖，又稱莫里斯湖，是埃及法尤姆綠洲西北部的一個鹹水湖。

## 地理
加龍湖湖長40公里，寬5.7公里，平均深度4.2米，位於法尤姆盆地西北部的尼羅河以西，巴赫爾約瑟夫運河從尼羅河注入湖泊，湖面低於海平面約45米，湖的深度從東部的5米到西部的12米不等，總體積為800立方公里，面積約202平方公里，該湖及周邊地區2012年被指定為拉姆薩爾濕地公約保護區。

## 歷史
在舊石器時代早期，湖水海拔約37米，後來該湖的水位逐漸下降，大約公元前10,000年時低於海平面約4.5米。新石器時代初期湖水再次上升然後逐漸消退，新石器時代和古王國時期的人們在逐漸縮小的湖岸上安家。由於運河的阻塞，水位逐漸下降，直到中王國時期當局才試圖阻止連接湖泊與尼羅河的通道逐漸淤塞。第十二王朝的辛努塞爾特二世和阿蒙涅姆赫特三世加寬並加深了河道，從而使湖泊與河流再次處於水力平衡狀態，該湖當時高出海平面17米，既可作為防洪設施從尼羅河洪水中吸收多餘的水，也可作為水庫在尼羅河洪水過後用於灌溉。約公元前450年當希羅多德參觀這個湖時認為它是900年前被阿蒙涅姆赫特三世挖出來的。公元前3世紀在托勒密二世的統治下建造了兩座水壩限制了尼羅河水的進入，降低了湖泊的水位以開墾被淹沒的土地，裸露的約1,200平方公里的肥沃沖積土壤由運河灌溉並進行集約化耕作，最後水的蒸發大大增加了其鹽度，並使湖泊減少到目前的大小。

## 考古
尼羅河每年的洪水都會為加龍湖帶來泥漿，隨著淤泥作為沈積物沉入湖底，形成的年輪式地層提供了許多關於古王國時期氣候變化的新信息。在湖邊還有莫里斯湖採石路的剩餘部分，這條鋪砌道路將玄武岩塊從附近的採石場運送到湖中，然後從水路運到吉薩大金字塔。對湖周邊的幾個托勒密王朝遺址的考古發掘收穫了豐富的希臘和羅馬紙莎草紙。

### 書籍
- 本条目包含来自公有领域出版物的文本: Griffith, Francis Llewellyn. . Chisholm, Hugh  (编).  (第11版). London: Cambridge University Press. 1911.

## 外部連結
- . . 1920.
- . . 1879.